# میدووبروک فارم (کنتاکی)

میدووبروک فارم

میدووبروک فارم (به انگلیسی: Meadowbrook Farm) شهری در ایالت کنتاکی کشور ایالات متحده آمریکا است که جمعیت آن در سرشماری سال ۲۰۱۰ میلادی، ۱۳۶ نفر بوده‌است.